# Stupa (wieś)
Stupa – wieś w Chorwacji, w żupanii dubrownicko-neretwiańskiej, w gminie Dubrovačko primorje. W 2011 roku liczyła 75 mieszkańców.